# Organisation interprofessionnelle viti-vinicole en France
Les organisations interprofessionnelles viti-vinicoles françaises ont été décrites dans un rapport du Ministère de l'Agriculture en 2010.

## Organisations interprofessionnelles d’appellations d’origine
- Conseil interprofessionnel des vins d'Alsace
- Union interprofessionnelle des vins du Beaujolais
- Conseil interprofessionnel du vin de Bordeaux
- Bureau interprofessionnel des vins de Bourgogne
- Comité interprofessionnel du vin de Champagne
- Bureau National Interprofessionel du Cognac
- Comité intersyndical des vins de Corse
- Comité interprofessionnel des vins du Jura
- Comités interprofessionnels des vins du Languedoc (Inter Sud)
- Interloire :
  - Fusion avec le comité interprofessionnel des vins de Nantes en 2008
  - Héberge le comité interprofessionnel des vins de Touraine et du Cœur Val de Loire
- Conseil interprofessionnel des vins de Provence
- Inter Rhône
- InterVins Sud Est (Bouches-du-Rhône, Vaucluse, Drôme, l’Ardèche, Rhône et Loire)[2]
- Comité interprofessionnel des vins du sud-ouest

## Autres organisations interprofessionnelles viti-vinicoles
- Comité national des interprofessions du vin à appellation d’origine contrôlée
- Association nationale interprofessionnelle des vins de table et des vins de pays
- Centre technique interprofessionnel de la vigne et du vin
- Comité interprofessionnel des vins de la région de Bergerac
- Union interprofessionnelle des vins de Cahors
- Bureau interprofessionnel des vins du Centre
- Comité interprofessionnel des vins d’Anjou-Saumur
- Comité interprofessionnel des vins de Gaillac
- Comité interprofessionnel des vins doux naturels et des vins de liqueur à appellation contrôlée
- Comité interprofessionnel des vins de Savoie
- Union interprofessionnelle des vins des côtes de Duras

### Pages liées
- catégorie « Organisation interprofessionnelle viti-vinicole en France »